# Empoasca lauta
Empoasca lauta är en insektsart som beskrevs av Davidson och Delong 1942. Empoasca lauta ingår i släktet Empoasca och familjen dvärgstritar. Inga underarter finns listade i Catalogue of Life.